# ゲルハルダス・ヴォス
ゲルハルダス・ヴォス（Geerhardus Vos, 1862年3月14日 - 1949年8月13日）は、アメリカ合衆国のカルヴァン主義の神学者で、古プリンストン神学の傑出した代表的神学者の一人である。聖書を啓示発展段階に応じて理解する独自の聖書神学を確立した。

## 経歴
ヴォスは1862年にオランダのフリースラント州ヘーレンフェーンにオランダ改革派の牧師の息子として生まれた。1881年に、父親がミシガンのグランド・ラピッズのキリスト改革派教会の牧師に招聘されたので、一家でアメリカに移住した。
それから、グランド・ラピッズのキリスト改革派教会のカルヴァン神学校で教育を受け、更に、プリンストン神学校に進学した。1888年にストラスブール大学の哲学部よりアラビア語研究で博士号を受けた。
ヘルマン・バーヴィンクとアブラハム・カイパーがヴォスをアムステルダム自由大学の教授にしようとしたが、ヴォスはアメリカに帰る道を選んだ。1888年の秋から、ヴォスはカルヴァン大学で教えることになった。1892年にヴォスはプリンストン大学の聖書学の教授になり、プリンストンでグレシャム・メイチェンやベンジャミン・ウォーフィールドそして、ジョン・マーレーらを教えた。